# Morpho hervei
Morpho hervei är en fjärilsart som beskrevs av Le Moult 1933. Morpho hervei ingår i släktet Morpho och familjen praktfjärilar. Inga underarter finns listade i Catalogue of Life.